# Lecanora praepostera
Lecanora praepostera är en lavart som beskrevs av Nyl. Lecanora praepostera ingår i släktet Lecanora och familjen Lecanoraceae.   Inga underarter finns listade i Catalogue of Life.